# Харасава Хісайосі
Хісайосі Харасава (кор. 안바울; нар. 3 липня 1992, Сімоносекі Префектура Ямаґуті, Японія) — японський дзюдоїст, срібний призер Олімпійських ігор 2016 року.

## Виступи на Олімпіадах
| Олімпіада | Дисципліна   | Місце |
| --------- | ------------ | ----- |
| Ріо 2016  | Понад 100 кг | 2     |